# Дубровка (Петушинский район)
Дубровка — деревня в Петушинском районе Владимирской области России, входит в состав Нагорного сельского поселения.

## География
Деревня расположена в 11 км на юг от города Покров и в 23 км на юго-запад от райцентра города Петушки.

## История
В конце XIX — начале XX века деревня входила в состав Покров-Слободской волости Покровского уезда, с 1921 года — в составе Покровской волости Орехово-Зуевского уезда Московской губернии. В 1897 году жители деревни относились к Воиново-горскому приходу. 
В 1859 году в деревне числился 61 двор, в 1905 году — 81 дворов, в 1926 году — 94 двора.
С 1929 года деревня являлась центром Дубровского сельсовета Орехово-Зуевского района Московской области, с 1939 года — в составе Марковского сельсовета, с 1944 года — в составе Петушинского района Владимирской области, с 1945 года — в составе Покровского района, с 1960 года — в составе Петушинского района, с 1995 года — в составе Глубоковского сельсовета, с 2005 года — в составе Нагорного сельского поселения.

## Население
| 1859 | 1905 | 1926 | 2002 | 2010 | 2021 |
| ---- | ---- | ---- | ---- | ---- | ---- |
| 366  | ↗466 | ↘353 | ↘44  | ↘20  | ↘8   |